# Дубровин, Евгений Пантелеевич
Евѓений Пантеле́евич Дубро́вин (20 августа 1936, пос. Верхнеозёрский, Воронежская область — 15 июля 1986, Москва) — советский прозаик, сатирик; автор повести о послевоенном детстве «В ожидании козы» (1968). Член Союза писателей с 1967 года. На протяжении десяти лет возглавлял журнал «Крокодил».

## Биография
Евгений Пантелеевич Дубровин родился в посёлке Верхнеозёрский Таловского района Воронежской области. Восемь классов окончил в Нижней Каменке, 9—10 классы — в Таловской железнодорожной школе № 39. После окончания Воронежского сельскохозяйственного института работал механиком на авторемонтном заводе в Острогожске.
Первая проба пера будущего писателя состоялась ещё в сельскохозяйственном институте, где студенты выпускали газету «Крокодил на тракторе». Главным редактором газеты был Евгений Дубровин. Здесь вышли его первые рассказы «Дымок над кухней» и «Ёжик». Затем стал ответственным секретарём многотиражной газеты педагогического института «Учитель».
В 1965 году стал заместителем редактора газеты «Молодой коммунар», где редактировал юмористическую страницу «Чёрный кот». В 1963—1966 годах заочно учился в Литературном институте им. М. Горького на семинаре одного из старейших писателей Кузьмы Яковлевича Горбунова. Первая повесть писателя — «Грибы на асфальте» — была опубликована в 1966 году, после чего рассказы Дубровина публиковались в журнале «Подъём», а затем вышли в коллективном сборнике молодых воронежских прозаиков «День рождения». В 1968 году в Воронеже отдельным изданием была напечатана повесть «В ожидании козы», ставшая самым известным произведением писателя, переведённая на иностранные языки; по повести ставились спектакли, снят фильм.
С 1967 по 1971 год Евгений Дубровин был редактором областной молодежной газеты «Молодой коммунар», после чего уехал в Москву, где начал работать в редакции журнала «Крокодил» в отделе экономической жизни; в 1975 году он возглавил журнал. В 1985 году на волне "перестройки" был уволен и переведен в журнал "За трезвость". Мучительно переживал свою отставку.
Умер от сердечного приступа. Похоронен на Кунцевском кладбище.

## Награды
- Орден Трудового Красного Знамени
- Орден Знак Почета
- Лауреат Международного конкурса юмористических рассказов «Алеко» (НРБ) в 1975 г.

## Экранизации
- Художественный фильм «Похищение», СССР, Мосфильм, 1984, — по мотивам повести «Глупая сказка»[4]
- Художественный фильм «Француз», СССР, Киностудия детских и юношеских фильмов им. М. Горького, 1988, — по мотивам повести «В ожидании козы».